# 나카자토촌 (미에현 이치시군)
나카자토촌(中郷村)은 미에현 이치시군에 설치되었던 촌이다. 현재의 마쓰사카시에 해당한다.